# Chiastosella daedala
Chiastosella daedala är en mossdjursart som först beskrevs av William MacGillivray 1887.  Chiastosella daedala ingår i släktet Chiastosella och familjen Escharinidae. Inga underarter finns listade i Catalogue of Life.